# フィロ
フィロ（FiloまたはPhyllo）は、中東や欧州バルカン半島の料理において、バクラヴァやブレク等のペイストリーを作るのに用いられる、非常に薄く、イーストを含まない生地である。ギリシア語で「葉」を意味するφύλλοという言葉に由来する。多くのフィロの層を重ね、オリーブ油を塗った上で焼いてペイストリーを作る。

## 概要

### 歴史
現在主流である生の生地を紙のように伸ばす製法は、オスマン帝国時代のトプカプ宮殿が発祥とされる。バクラヴァは恐らくフィロを用いる最初の料理であり、13世紀の書物に登場する。

### 名前
トルコ料理ではユフカ（ Yufka ）、エジプト料理では Gollash、アルバニア料理では fli、または Fliaなど、多言語・多文化で使用される料理素材であり、さまざまな名前で呼ばれている。

### 製法
小麦粉、水、そして少量の油または酢から作られるが、デザートに用いるものでは卵黄を加えることもある。手作りするには、小麦粉を常にふるい続けながら1枚の薄く大きいシートに伸ばすことが必要になる。
フィロを自動で生産する機械は1970年代に完成し、現在市場に出ているものはほとんどが機械で作ったものである。生のものや冷凍のものをスーパーマーケットで購入することができる。

### 利用
ペイストリーを作る時には、フィロを薄く伸ばし、オリーブ油または溶かしバターを塗って、層を重ねる。パフやクロワッサンでは、複数の層を厚い生地の層に重ね、何度も折りたたんで伸ばすことにより、薄い生地を作ることができる。

### 関連する技法
非常に薄いペイストリーのシートは、北アフリカのマルスーカのように生地の塊を熱した面に押し付けて作ったり、南インドのプーサ・レクルゥのように非常に薄い生地を焼くことによっても作られる。

### 応用
層を重ねたり、畳んだり、巻いたり、ひだを付けたり、また様々なフィリングを入れたりして、様々に用いられる。フィロを使う有名なペイストリーには、以下のようなものがある。
- バクラヴァ - 刻んだナッツを入れ、シロップか蜂蜜で甘みを付けたフィロを重ねる。
- バニツァ - 卵、チーズ、フィロをオーブンで焼いたブルガリア料理
- ブレク - オスマン帝国に由来するフィロのパイ
- ビュルビュル・ユヴァス - ピスタチオとシロップを加えたトルコのデザート
- ブガツァ（英語版） - ギリシアの朝食で食べられるペイストリー
- カセロピタ (κασερόπιτα, kasseropita) - フィロとカセリチーズ（英語版）から作るギリシアのパイ
- スパナコピタ - ギリシアのほうれん草パイ
- ティロピタ（英語版） - チーズを詰めた、ブレクに似たギリシアのパイ
- ガラックトボウレコ（英語版） - フィロとセモリナカスタードから作るギリシアのデザート
- Bundevara - カボチャを詰めたセルビアの甘いパイ
- ギバニッツァ - フィロ、チーズ、卵から作るセルビアの料理
- Zelnik - バルカンのパイ
- パスティッツィ - リコッタチーズまたはエンドウマメを詰めたマルタのペイストリー